# Warsaw Saxophone Orchestra – debut! (live)
Warsaw Saxophone Orchestra – debut! (live) – debiutancki album Warsaw Saxophone Orchestra – zespołu założonego i prowadzonego przez Pawła Gusnara, który tworzą studenci i absolwenci klasy saksofonu Uniwersytetu Muzycznego Fryderyka Chopina zaliczani do grona najlepszych polskich saksofonistów młodego pokolenia, laureaci licznych nagród indywidualnych i zespołowych zdobytych w międzynarodowych konkursach. Formacja wyróżnia się wysokim poziomem artystycznym, kreatywnością i twórczą pasją.
Album prezentuje bogate możliwości brzmieniowe, techniczne i kolorystyczne orkiestry saksofonowej. W większości zawiera materiał zarejestrowany w październiku 2021 roku podczas koncertu Warsaw Saxophone Orchestra w warszawskim Uniwersytecie Muzycznym Fryderyka Chopina.
Na repertuar płyty składają się transkrypcje i aranżacje kompozycji ugruntowanych w literaturze orkiestrowej (Beethovena, Musorgskiego i Kilara opracowane przez członków orkiestry – Jakuba Murasa, Karola Mastalerza i Pawła Gusnara), suita złożona z popularnych motywów filmowych w opracowaniu Krzysztofa Koszowskiego oraz premiera utworu napisanego specjalnie dla zespołu przez Wojciecha Chałupkę. W finałowej Błękitnej rapsodii Gershwina koncertującą partię wykonuje znakomity kwartet saksofonowy The WHOOP Group.
Album zdobył Fryderyka 2023 w kategorii „Album roku – muzyka orkiestrowa” oraz Srebrny Dyplom Międzynarodowego Konkursu „Muzyczne Orły” 2023.

## Wykonawcy

### Warsaw Saxophone Orchestra
Michał Knot, Jakub Muras, Łukasz Dyczko (saksofony sopranowe); Oskar Rzążewski, Queralt Vivó Casanovas, Magdalena Goetze [1]–[13], [14], [16], Nika Deželak [13], [15]–[17] (saksofony altowe); Krzysztof Koszowski [1]–[16] klarnet [17], Karol Mastalerz [1]–[16], Jakub Wydrzyński, Karol Denkiewicz [17] (saksofony tenorowe); Kacper Puczko, Augustas Vasiliauskas (saksofony barytonowe); Wojciech Chałupka (saksofon basowy)

### The WHOOP Group [17]
Jakub Muras (saksofon sopranowy), Mateusz Dobosz (sakosofn altowy), Krzysztof Koszowski (saksofon tenorowy), Szymon Zawodny (saksofon barytonowy)

## Lista utworów
Ludwig van Beethoven (1770–1827) / opracowanie: Karol Mastalerz
12 Kontredansów WoO 14 na dwanaście saksofonów 
| 1.  | Kontredans nr 1 (C-dur)   | 0:33  |
|     |                           |       |
| 2.  | Kontredans nr 2 (A-dur)   | 0:40  |
|     |                           |       |
| 3.  | Kontredans nr 3 (D-dur)   | 1:02  |
|     |                           |       |
| 4.  | Kontredans nr 4 (B-dur)   | 0:37  |
|     |                           |       |
| 5.  | Kontredans nr 5 (Es-dur)  | 1:09  |
|     |                           |       |
| 6.  | Kontredans nr 6 (C-dur)   | 1:28  |
|     |                           |       |
| 7.  | Kontredans nr 7 (Es-dur)  | 0:49  |
|     |                           |       |
| 8.  | Kontredans nr 8 (C-dur)   | 0:31  |
|     |                           |       |
| 9.  | Kontredans nr 9 (A-dur)   | 0:32  |
|     |                           |       |
| 10. | Kontredans nr 10 (C-dur)  | 1:08  |
|     |                           |       |
| 11. | Kontredans nr 11 (D-dur)  | 0:36  |
|     |                           |       |
| 12. | Kontredans nr 12 (Es-dur) | 2:18  |
|     |                           |       |
|     |                           | 11:23 |
|     |                           |       |Modest Musorgski (1839–1881) / opracowanie: Paweł Gusnar| 13. | Noc na Łysej Górze na trzynaście saksofonów | 11:34 |
|     |                                             |       |
|     |                                             | 11:34 |
|     |                                             |       |Wojciech Chałupka (* 1999)
| 14. | Nyx na orkiestrę saksofonową | 14:19 |
|     |                              |       |
|     |                              | 14:19 |
|     |                              |       |
Wojciech Kilar (1932–2013)  / opracowanie: Karol Mastalerz
| 15. | Orawa na dwanaście saksofonów | 8:07  |
|     |                               |       |
|     |                               | 08:07 |
|     |                               |       |
Krzysztof Koszowski (* 1995)
| 16. | Movie Music Medley na orkiestrę saksofonową | 9:13  |
|     |                                             |       |
|     |                                             | 09:13 |
|     |                                             |       |
George Gershwin (1898–1937)  / opracowanie: Jakub Muras
| 17. | Błękitna rapsodia na kwartet saksofonowy i orkiestrę saksofonową | 18:35 |
|     |                                                                  |       |
|     |                                                                  | 18:35 |
|     |                                                                  |       |
world premiere recording

## Miejsce nagrania, informacje redakcyjne
Nagrania zrealizowano w Warszawie, w sali koncertowej Uniwersytetu Muzycznego Fryderyka Chopina: podczas koncertu 13 października 2021 roku ([1]–[16], live recording) oraz 19 listopada 2021 roku ([17]).
Realizacja nagrania, montaż: Izabela Dzieszuk, Mikołaj Grzebieniowski; opieka dydaktyczna: Mateusz Banasiuk; Katarzyna Rakowiecka-Rojsza (Gershwin)
Mastering: Katarzyna Rakowiecka-Rojsza
Nota programowa, redaktor wydawca, producent wykonawczy: Emilia Dudkiewicz
Redakcja: Jakub Jakubaszek
Tłumaczenie: Żaneta Pniewska
Zdjęcia: Robert Żełaniec
Projekt graficzny, skład: Beata Czerepak